# Ієно
Ієно або Яно — стародавнє місто у Палестині або Сирії, відоме з давньоєгипетських джерел, що належать до часів правління Тутмоса III — Рамсеса III. Подібна згадка є на стелі Сеті I, знайденій у Бейт-Шеані.